# Puduvāyal
Puduvāyal är en ort i Indien.   Den ligger i distriktet Thiruvallur och delstaten Tamil Nadu, i den södra delen av landet, 1 700 km söder om huvudstaden New Delhi. Puduvāyal ligger 16 meter över havet och antalet invånare är 9 742.
Terrängen runt Puduvāyal är mycket platt. Runt Puduvāyal är det tätbefolkat, med 550 invånare per kvadratkilometer. Närmaste större samhälle är Ponneri, 5,4 km öster om Puduvāyal. Omgivningarna runt Puduvāyal är en mosaik av jordbruksmark och naturlig växtlighet.